# براهمز الفتى 2
براهمز الفتى (بالإنجليزية: Brahms: The Boy 2)‏ هو فيلم رعب أمريكي خارق للطبيعة صدر عام 2020 من بطولة كاتي هولمز ، رالف إينيسون ، وأوين يومان . هو تتمة لفيلم The Boy لعام 2016 ، من إخراج ويليام برنت بيل و كتابة ستايسي مينير.

## القصة
سرعان ما يتعلم الوالدان التاريخ الشرير للدمية ، مع كل عمليات القتل والانتحار. تحدث المزيد من الحوادث غير العادية ، مثل انهيار طاولة غرفة الطعام عندما يحذر جود والدته من عدم إغضاب الدمية. ترى ليزا أيضًا رسومات مرعبة وعنيفة في مفكرة جود. زيارة عم جود ليام والعمة ماري وأبناء عمومتي ويل وصوفي. يذهب جود ، ويل ، وصوفي للعب في الخارج ويحدث شيء لأحد الأطفال. يدخل حارس الأرض جوزيف إلى المنزل ، ويصوب بندقية في ليزا. يبدأ في رواية قصة كيف طلب منه برامز أن يعيده معًا ، مما يجعل جود هدفًا سهلاً للدمية لأنه لم يكن قويًا. ثم أخبرها أن برامز سيأخذ جود بعيدا إلى الأبد. تهاجم ليزا جوزيف بالبندقية قبل أن تبدأ في البحث عن ابنها. تذهب إلى الطابق السفلي وتجد جود في حالة تشبه الغيبوبة ، مستعدة للتضحية بنفسها مع الدمية. تمكنت ليزا من إقناع جود بأنهم سيأخذون برامز إلى المنزل ويصبحون عائلة ، دون رؤية شون يدخل ويكسر رأس برامز بمطرقة كروكيه قبل أن يأتي جوزيف. رأس برامز يحطم ، ويكشف عن دمية شيطانية تحتها ، أكثر شرًا من الوجه البريء من الخزف. ثم يقتل برامز يوسف دون تردد.

## شخصيات الفيلم
- كاتي هولمز بدور ليزا
- أوين يومان بدور شون
- كريستوفر كونفيري بدور جود
- رالف إينيسون بدور جوزيف
- أنجالي جاي بدور الدكتور لورانس
- أوليفر رايس بدور ليام
- ناتالي مون بدور باميلا
- دافني هوسكينز بدور صوفي
- جويلي كولينز بدور ماري

## إصدار الفيلم
تم إصدار الفيلم في الولايات المتحدة بواسطة STX Entertainment في 21 فبراير 2020 ، وتلقى مراجعات سلبية بشكل عام من النقاد. حقق الفيلم 20 دولارًا مليون في جميع أنحاء العالم.
التصوير
بدأ التصوير الرئيسي في يناير 2019. تم تصوير أجزاء من التكملة في فيكتوريا في جزيرة فانكوفر ، الواقعة في كولومبيا البريطانية ، كندا.

## روابط خارجية
- براهمز الفتى 2 على موقع IMDb (الإنجليزية)
- براهمز الفتى 2 على موقع ميتاكريتيك (الإنجليزية)
- براهمز الفتى 2 على موقع روتن توميتوز (الإنجليزية)
- براهمز الفتى 2 على موقع ألو سيني (الفرنسية)
- براهمز الفتى 2 على موقع بوكس أوفيس موجو (الإنجليزية)
- براهمز الفتى 2 على موقع فيلمافينيتي (الإسبانية)
- براهمز الفتى 2 على موقع قاعدة بيانات الأفلام السويدية (السويدية)
- براهمز الفتى 2 على موقع قاعدة بيانات الفيلم (الإنجليزية)
- براهمز الفتى 2 على موقع ليتربوكسد (الإنجليزية)
- براهمز الفتى 2 على موقع كينوبويسك (الروسية)
- براهمز الفتى 2  على قاعدة بيانات الأفلام على الإنترنت (بالإنجليزية).[1]
- الفتى 2/ براهمز الفتى 2 في روتن توميتوز.
- براهمز الفتى 2  على ميتاكريتيك (بالإنجليزية).

1. ↑  سجل معرف الترفيه، QID:Q5323129